# إغيل البرج (تدسي)
إغيل البرج هو دُوَّار يقع بجماعة تدسي نيسدلان، إقليم تارودانت، جهة سوس ماسة في المملكة المغربية. ينتمي الدوّار لمشيخة تدسي التي تضم 28 دوار. يقدر عدد سكانه بـ 66 نسمة حسب الإحصاء الرسمي للسكان والسكنى لسنة 2004.

## روابط خارجية
- البوابة الوطنية للجماعات الترابية
- المندوبية السامية للتخطيط